# Teslaspole
För andra betydelser, se Tesla.

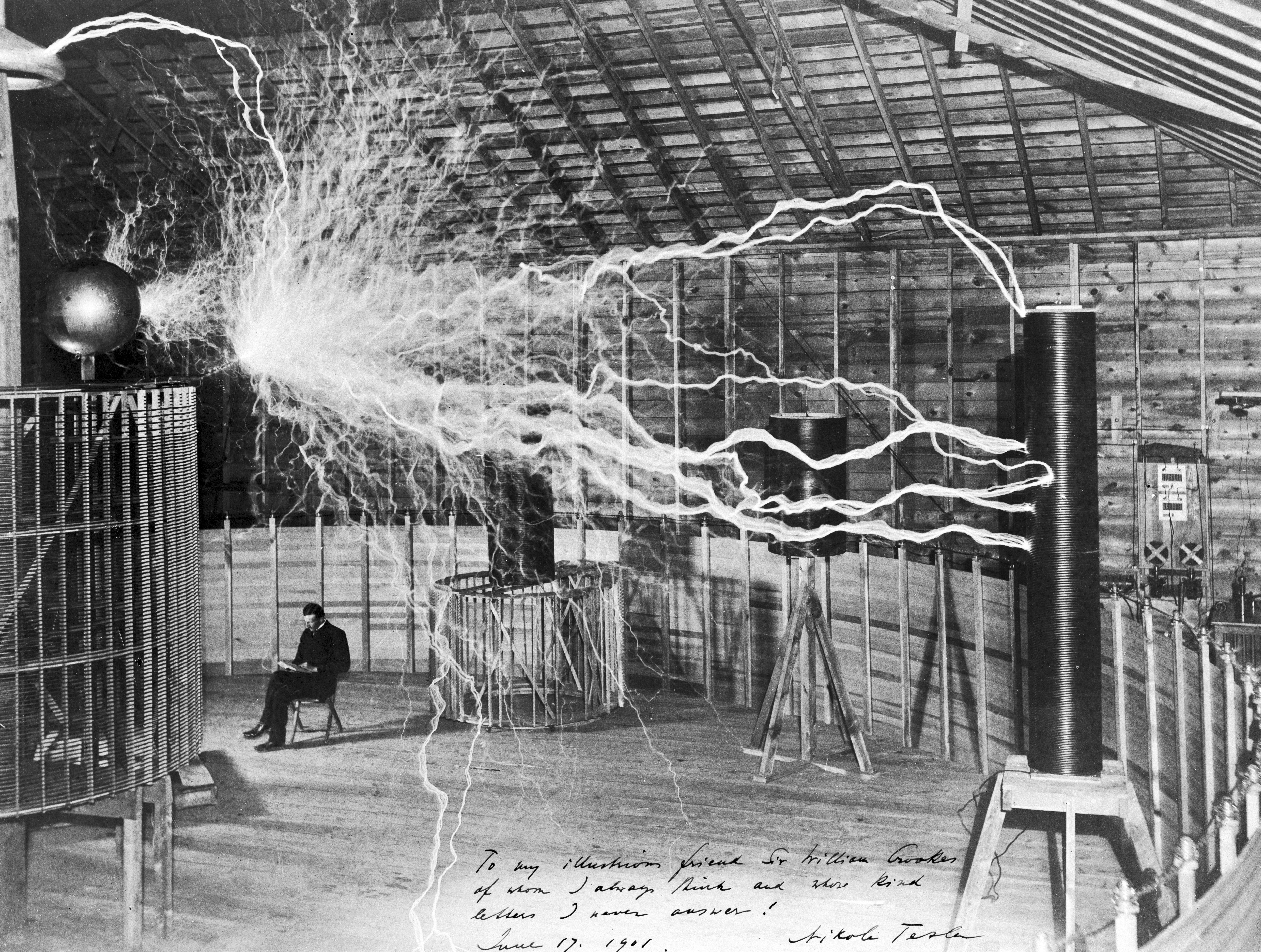
Nikola Tesla i sitt laboratorium

Teslaspolen eller teslatransformatorn uppfanns av Nikola Tesla i slutet av 1800-talet. Den är en luftlindad resonant transformator bestående av två avstämda elektromagnetiska svängningskretsar, en på primärsidan och en på sekundärsidan.

Principskiss för en teslaspole, primärspolen är av helixtyp.

En klassisk teslaspole består av en transformator som transformerar upp nätspänning till ett visst antal kilovolt, ett gnistgap och en kondensator på primärsidan. När kondensatorn laddas ur genom att en gnista hoppar över gnistgapet går strömmen genom primärspolen och induceras i sekundärspolen. Sekundärsidan (sekundärspolen), som är avstämd till samma frekvens som primärsidan, transformerar upp spänningen genom autotransformation till väldigt höga spänningar. Energin laddas ur i form av blixtar från terminalen på sekundärsidan. Primärspolen brukar består av 5–20 varv och sekundärspolen 500–1200 varv.
Till skillnad från en vanlig transformator så är inte antalet varv på primär- och sekundärsida avgörande för längden på gnistan man får ut från terminalen.
Idag finns det många amatörer som bygger teslaspolar, framför allt i USA och England. Vanligtvis använder man transformatorer från neonskyltning för att skapa den högspänning som krävs i drivkretsen (primärsidan) i en teslaspole. Det finns idag tre kända dödsfall som involverar teslaspolar. Personerna har dock inte dött av de högspända urladdningarna från terminalen.
Det finns olika typer av Teslaspolar, bland annat den klassiska som är beskriven ovan, SSTC (Solid State Tesla Coil, halvledarvarianter), VTTC (Vacuum Tube Tesla Coil, elektronrörsvarianter), OLTC (Off Line Tesla Coil, en form av SSTC där man likriktar nätspänningen (230 V) och DRSSTC (Dual Resonant Solid State Tesla Coil, en vidareutveckling av OLTC:n med bättre kontroll över driften).

## Populärkultur
Teslaspole förekommer som användbart vapen i datorspelserien Command & Conquer, främst i Command & Conquer: Red Alert, Command & Conquer: Red Alert 2 och Command & Conquer: Red Alert 3. En teslaspole förekommer även som instrument i Björks låt Thunderbolt.
Teslaspole används av Dr Frankenstein i filmen Frankenstein från 1994.